# Yamoussou
Yamoussou o Yamousso fue una reina baoulé de Costa de Marfil, de la que toma el nombre la capital de esta nación, Yamusukro. La palabra «kro», en idioma baoulé quiere decir «ciudad», por lo tanto Yamusukro se traduciría como «la ciudad de Yamoussou».

## Biografía
En el lugar en donde se ubica la actual Yamusukro existía una pequeña aldea agrícola denominada N'Gokro. La reina Yamoussou se trasladó a esta aldea en el centro del país durante la colonización francesa. La aldea entonces contaba con solo 475 habitantes (1901), y era una de las 129 aldeas Akoué.
Yamoussou era la tía abuela de Félix Houphouët-Boigny, presidente de Costa de Marfil de 1960 a 1993 y considerado el padre fundador de la nación.